# 泥棒日記
『泥棒日記』（どろぼうにっき、Journal du voleur）は、フランスの作家ジャン・ジュネの代表作。1949年刊。一部は事実、一部は虚構の自叙伝。作中にこの作品の目的は「到達不可能な無価値性の追求」と記されていることからも察せられるように、ジャン＝ポール・サルトルの哲学とりわけ『存在と無』の影響の下に著された。この『泥棒日記』はサルトルと「カストール」つまりシモーヌ・ド・ボーヴォワールに捧げられた。
日本語訳は朝吹三吉の訳で1953年に新潮社から刊行。のち新潮文庫（1968年）。三島由紀夫が、熱烈なオマージュを書いたことでも著名な作品。

## 概要
1930年代、ジュネはボロだけをまとい、飢え・蔑み・疲労、そして悪徳に耐え、ヨーロッパ各地を放浪した。スペイン、イタリア、オーストリア、チェコスロバキア、ポーランド、ナチ党政権下のドイツ、ベルギー……。しかし、どこでも同じだった。いかがわしい酒場に、木賃宿。盗み、麻薬密売、贋金作り、ブタ箱、そして追放。
この小説に出てくるのはアンチヒーローの著者と、種々雑多の犯罪者たち（詐欺師、ヒモ、そして刑事まで）で、彼らのホモセクシャルな情事の連続が全体を構成する。
この小説のテーマは、裏返された観念大系である。つまり、裏切りは究極の献身で、ケチな犯罪は恥を知らないヒロイズム、監禁は自由である。
そして、自分自身について作者は「私はさらに私の惨めさの特異性を加えた。家族に遺棄されたということではすでに、私にはこの境遇を少年たちへの愛によって、その愛を盗みによって、そして盗みを罪悪や罪悪への嗜好によって悪化させることが自然であるように思われた。こうして私は私を拒否した社会をはっきりと拒否した」と語る。
同性愛、盗み、裏切りという三位一体の悪徳で、ジュネは聖者にとって代わるものを追い求める。そのために、キリスト教の用語と概念を換骨奪胎する。泥棒たちは宗教儀式のごとく悪を営む。犯罪を準備する彼自身は、まるで「聖なる」生活を得ようと夜を徹して祈り続ける修道僧のように描かれる。
『聖性』についてジュネは、「聖性と呼ぶのは、一つの状態ではなく、私をそこへ連れてゆく倫理的歩容のことなのだ。聖性とは一つの倫理の理想上の一点であり、私は、私はこの一点が見えないからそれに就いて語る事は出来ない。私がそれに近くと、それは遠のいてしまう。私はそれを欲し、それを恐れる。この私の精神の歩容は愚かにみえよう。とはいえ、それは苦しくはあるが喜ばしいのである。それはいわば気ちがい女なのだ。愚かにもそれは、スカートをめくり上げられ歓喜の悲鳴をあげる、あのカロリーヌの姿に似るのである」と記している。
そして、『聖性』の伴う犠牲に関連して『悲劇』についても「喜ばしい一刻である」といい、「悲劇の微笑は神々に対する一種の諧謔から生じる。悲劇の英雄は実に優雅に自らの運命をからかう。悲劇の英勇はあまりに優雅にそれを成し遂げるので、このとき翻弄されるのは人間ではなく神々である」とも語っている。
彼が想定する「読者」は、1940年代後半のブルジョワ価値観を擬人化したものである。
この小説は、道徳法を超越した自己発見の叙事的航海であり、悪徳の哲学的表現であり、退廃の美学作品といえるだろう。